# Röplabda Club Kecskeméti
Le Röplabda Club Kecskeméti est un club hongrois de volley-ball, fondé en 1965 et basé à Kecskemét, évoluant en NB I Liga (plus haut niveau national).

## Historique
Le club a changé de noms à plusieurs reprises pour des raisons de sponsoring au cours de son histoire :
- ? : Korábban Kalo-Méh Kecskeméti ;
- 2005-? : Phoenix Mecano Kecskeméti.

## Palmarès
| Compétitions nationales | Compétitions internationales |
| - Championnat de Hongrie : - Champion (3) : 1983, 1987, 2014. - Vice-champion (11) : 1982, 1984, 1985, 1986, 2008, 2009, 2010, 2011, 2012, 2013, 2015. - Coupe de Hongrie : - Vainqueur (4) : 1983, 1988, 2014, 2019. - Finaliste (15) : 1978, 1981, 1982, 1984, 1985, 1986, 1987, 2009, 2010, 2012, 2013, 2015, 2016, 2018, 2020. | - Néant.                     |

## Entraîneurs
- 2003-2004 :  Mihály Farkas
- 2009-2010 :  Mihály Farkas
- 2014-2015 :  Saša Nedeljković
- 2017 :  Saša Nedeljković
- 2018-2021 :  Zoltán Dávid
- 2021-2023 :  József Nagy
- 2023- :  Márk Deák

## Effectif de la saison en cours
Entraîneur : Péter Kodácsy  Hongrie ; entraîneur-adjoint : András Breszkó  Hongrie
| Numéro | Nom             | Taille | Nationalité |
| 1      | Tamás SZABÓ     | 1,83   | Hongrie     |
| 3      | Zsolt HOFFART   | 1,98   | Hongrie     |
| 4      | Róbert RAPI     | 1,94   | Hongrie     |
| 5      | István SOMODI   | 1,99   | Hongrie     |
| 7      | Tamás KASZAP    | 1,98   | Hongrie     |
| 9      | Elek BOKOR      | 1,96   | Hongrie     |
| 10     | Róbert KÁSA     | 1,84   | Hongrie     |
| 11     | Gábor TÓTH      | 1,86   | Hongrie     |
| 12     | István SCHULCZ  | 1,98   | Hongrie     |
| 13     | Gábor NACSA     | 1,96   | Hongrie     |
| 14     | Krisztián CSOMA | 2,00   | Hongrie     |
| 16     | Ferenc NÉMETH   | 2,02   | Hongrie     |